# Pienisaari (ö i Kymmenedalen, Kotka-Fredrikshamn)
Pienisaari är en ö i Finland. Den ligger i vattendraget Pitkä-Kymi och i kommunen Pyttis i den ekonomiska regionen  Kotka-Fredrikshamn  och landskapet Kymmenedalen, i den södra delen av landet, 110 km nordost om huvudstaden Helsingfors. Öns area är 1,7 hektar och dess största längd är 250 meter i sydöst-nordvästlig riktning.